# Eirene hexanemalis
Eirene hexanemalis är en nässeldjursart som först beskrevs av Goette 1886.  Eirene hexanemalis ingår i släktet Eirene och familjen Eirenidae. Inga underarter finns listade i Catalogue of Life.